# 밤의 열기 속으로
《밤의 열기 속으로》(In the Heat of the Night)는 1965년에 출판된 존 볼의 소설 In the Heat of the Night를 바탕으로 하는 1967년 미스터리 영화이다. 이 영화는 작품상을 포함하여 5개의 아카데미상을 받았다.

## 줄거리
부유한 기업가 필립 콜버트와 그의 아내는 공장 건설을 감독하기 위해 미시시피 스파르타에 있다. 늦은 밤, 경찰관 샘 우드는 거리에서 콜버트의 살해된 시신을 발견한다. 우드는 기차역에서 지갑이 두둑한 흑인 버질 팁스를 발견하고 그를 체포한다. 경찰서장 빌 길레스피는 그를 살인 및 강도 혐의로 기소하지만, 팁스가 어머니를 방문하고 마을을 지나던 필라델피아 출신의 살인사건 형사임을 알게 된다. 팁스는 다음 기차로 마을을 떠나고 싶어하지만, 필라델피아의 그의 상관은 그가 스파르타에 머물며 길레스피의 살인 수사를 돕도록 제안한다. 길레스피는 스파르타의 많은 백인 주민들처럼 인종차별주의자이지만, 그와 팁스는 마지못해 협력하기로 동의한다.
의사는 콜버트의 시신이 발견되었을 때 사망한 지 한 시간도 채 되지 않았다고 추정한다. 팁스는 시신을 검사하고 살인이 훨씬 일찍 발생했으며, 살인자는 오른손잡이였고, 피해자는 다른 곳에서 살해되어 우드가 시신을 발견한 곳으로 옮겨졌다고 결론짓는다.
길레스피는 또 다른 용의자인 하비 오버스트를 체포하는데, 그는 자신의 무죄를 주장한다. 경찰은 자백을 받아내기 위해 그를 구타할 계획이지만, 팁스는 오버스트가 왼손잡이이며 그의 알리바이를 확인할 증인이 있다고 밝힌다. 경찰의 무능함에 좌절했지만 팁스에게 감명받은 콜버트의 미망인은 팁스가 수사를 이끌지 않으면 공장 건설을 중단하겠다고 위협한다.
팁스는 처음에 살인자가 부유한 플랜테이션 소유주이자 예의 바른 인종차별주의자이며 스파르타의 가장 강력한 시민인 에릭 엔디컷이라고 의심한다. 그는 콜버트의 새 공장을 반대했다. 팁스가 그를 심문하기 시작하자 엔디컷은 팁스의 뺨을 때리고, 팁스도 그를 되돌려 때린다. 이후 엔디컷은 그에게 깡패들을 보낸다. 길레스피는 팁스를 구출하고 그에게 자신을 살리기 위해 마을을 떠나라고 말하지만, 팁스는 사건을 해결하기 위해 머물기로 결심한다.
팁스는 우드 경관에게 살인 사건이 일어난 밤에 순찰차 경로를 다시 추적해달라고 요청하고, 길레스피도 그들과 합류한다. 우드가 순찰 경로에서 벗어난 이유를 묻자, 팁스는 우드가 16세 델로레스 퍼디의 집 앞을 지나는 것을 즐겼다는 것을 발견한다. 델로레스는 그를 유인하기 위해 불을 켜놓고 나체로 돌아다녔고, 우드는 팁스가 그녀를 보지 못하도록 경로를 변경했다. 길레스피는 우드가 살인 다음 날 자신의 은행 계좌에 632달러를 입금한 것을 알게 된다. 그는 팁스가 살인자가 아니라고 항의함에도 불구하고 우드를 체포한다. 팁스는 길레스피에게 살인이 계획된 공장 부지에서 발생했으며, 이는 우드 자신의 차와 콜버트의 차를 모두 다시 마을로 운전할 수 없었기 때문에 우드를 범인에서 배제시킨다고 말한다.
델로레스의 오빠인 로이드(적대적인 인종차별주의자)는 그녀를 임신시킨 우드에 대해 의제강간 혐의로 고발하기 위해 경찰서로 데려온다. 팁스가 델로레스의 심문 중에 참석을 고집하자, 로이드는 불쾌해하며 팁스를 공격하기 위해 린치 무리를 모은다.
팁스는 불법 낙태 시술자 마마 칼레바에게 델로레스를 위한 낙태를 제공하려 한다는 것을 밝히라고 압박한다. 델로레스가 도착해서 팁스를 보자 그녀는 도망친다. 팁스는 델로레스를 쫓아가 노점 식당 요리사인 그녀의 무장한 남자친구 랄프 헨쇼와 대면한다. 로이드의 폭도들이 도착하여 팁스를 총으로 위협한다.
팁스는 로이드에게 델로레스의 지갑에서 랄프가 콜버트를 죽이고 훔쳐서 낙태 비용으로 주었던 100달러를 확인하라고 말한다. 로이드는 지갑을 열고 돈을 발견하자 팁스가 옳다는 것을 깨닫는다. 로이드가 랄프에게 여동생을 임신시킨 것에 대해 따지자, 랄프는 로이드를 총으로 쏴 죽인다. 팁스는 랄프의 총을 잡는다. 랄프는 체포되어 콜버트를 죽인 것을 자백한다. 그는 콜버트와 히치하이킹을 해서 태워달라고 하고 일자리를 요청한 후, 새 공장 건설 현장에서 그를 공격하여 의식을 잃게 하고 강도질만 하려 했지만 실수로 그를 죽였다고 설명한다.
팁스는 필라델피아로 돌아가기 위해 기차를 타러 역에 도착하고, 길레스피는 그의 가방을 들어준 후 팁스와 악수하며 작별 인사를 한다. 그들의 마지막 상호작용에서 팁스가 기차에 오르자 길레스피는 진심으로 그에게 "조심해요, 알겠어요?"라고 말한다. 잠시 망설인 후 팁스는 따뜻하게 웃으며 "네"라고 답한다. 길레스피도 팁스가 기차에 오르자 그에게 웃어준다.

## 출연
- 시드니 포이티어 (Sidney Poitier) - 버질 팁스
- 로드 스타이거 (Rod Steiger) - 빌 질레스피
- 워렌 오츠 (Warren Oates) - 샘 우드
- 리 그랜트
- 레리 게이츠
- 제임스 패터슨

## DVD 및 HD 출시
- 이 영화는 2001년에 DVD로 출시되었다.
- 2010년에 이 영화는 HD로 디지털화되었고(1080i), MGM HD로 방영되었다.

## 후속작
- 외로운 추적 (They Call Me Mister Tibbs, 1970년)
- 대혈투 (The Organization, 1971년)